# Impacto ambiental del transporte marítimo

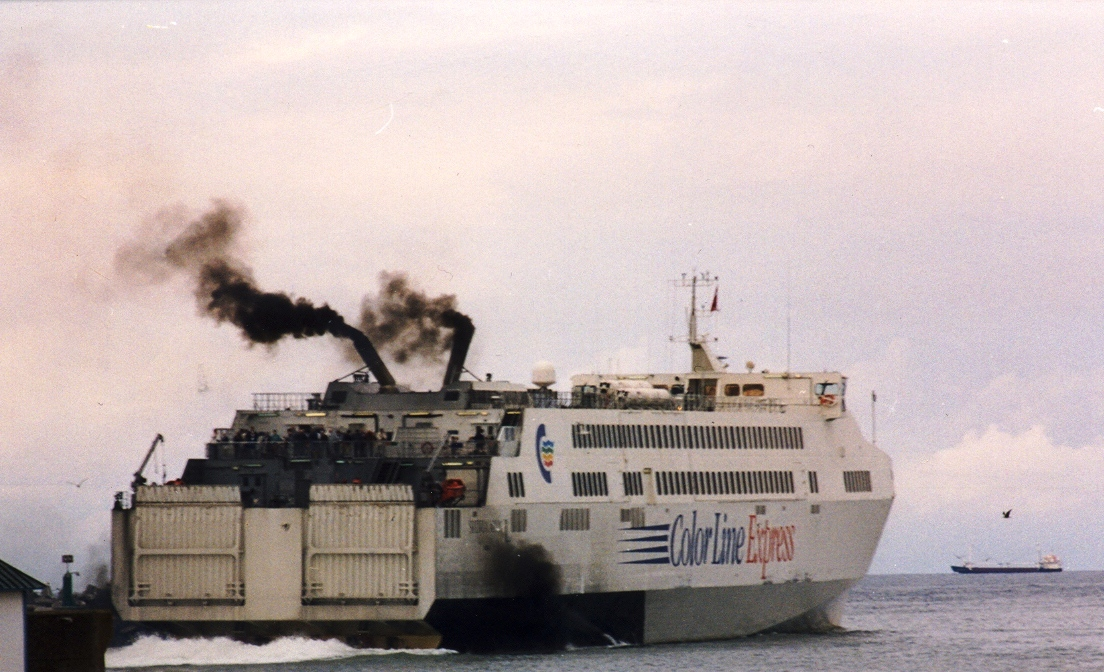
Ferry noruego de alta velocidad emitiendo gases de escape

El transporte marítimo (embarque) moviliza más del 84% del comercio mundial. Por lo tanto, los proyectos de desarrollo en puertos generalmente se asocian con beneficios económicos de largo alcance para las naciones en desarrollo. Los avances tecnológicos en el transporte marino y la integración del transporte por tierra, mar y aire han aumentado la complejidad del desarrollo de puertos. El carácter dinámico e importancia del transporte marítimo puede resultar en proyectos como el establecimiento de canales, vías acuáticas, áreas de rotación; construcción de muelles, malecones, rompeolas y aristas de encuentro; y la posibilidad de construir puertos de aguas profundas y prefabricados, y terminales de costa afuera y móviles.
El desarrollo marítimo suele generar problemas ambientales locales, pero también puede producir problemas a escala regional. Los impactos del desarrollo marítimo difieren según su ubicación, debido a las variaciones en tales rasgos como geografía, hidrología, geología, ecología, industrialización, urbanización y tipos de embarque. La alteración de las aguas naturales y construcción de estructuras artificiales puede resultar en impactos directos sobre la masa de agua siendo desarrollada, así como impactos directos e indirectos sobre los ecosistemas y comunidades correspondientes en las cercanías del proyecto. Las operaciones de dragado, eliminación de materiales, desarrollo de la zona playera, mayor tránsito marítimo y vehicular en el puerto, pueden resultar en la liberación de contaminantes naturales y antropogénicos en el medio ambiente.
Los impactos acuáticos pueden incluir derrames y descargas de petróleo; liberación de contaminantes en relación con la resuspensión del sedimento, el aflujo superficial, y las descargas de fuentes puntuales; destrucción de hábitats; cambios en la composición química y circulación del agua; preocupaciones ocupacionales y de salud pública; y, seguridad en el transporte.
Los impactos terrestres pueden incluir la contaminación debido a la eliminación de materiales dragados; erosión y sedimentación debido a cambios hidrológicos ocasionados por la profundización y ampliación del canal y desarrollo de la zona playera (construcción de rompeolas, etc); pérdida de hábitats frágiles (Por ejemplo: tierras húmedas, manglares) debido al desarrollo de la playa y con relación al puerto; y, pérdida de usos existentes y futuros de la tierra.
Los impactos aéreos pueden incluir la degradación y tránsito de vehículos, y la generación de polvo fugitivo.

## Impacto ambiental potencial
El éxito del comercio marítimo, industria pesquera y defensa naval, dependen del desarrollo de los puertos. Por lo que es importante el correcto diseño, construcción y mantenimiento de estos recursos costaneros y marinos. El desarrollo marítimo suele generar problemas ambientales locales; sin embargo, puede producir problemas de escala regional. Los impactos del desarrollo marítimo difieren según su ubicación, debido a las variaciones en tales rasgos como geografía, hidrología, geología, ecología, industrialización, urbanización y tipos de embarque.
La alteración de las aguas naturales y construcción de estructuras artificiales, puede resultar en impactos directos sobre la masa de agua siendo desarrollada, así como impactos directos e indirectos sobre los ecosistemas y comunidades correspondientes en las cercanías del proyecto.
Las operaciones de dragado, eliminación de materiales, desarrollo de la zona playera, mayor tránsito marítimo y vehicular en el puerto, pueden resultar en la liberación de contaminantes naturales y antropogénicos en el medio ambiente. Puesto que existen numerosos métodos de dragado, eliminación de materiales y construcción, para el establecimiento de instalaciones en puertos, variarán las combinaciones de efectos físicos, químicos y biológicos sobre el medio de interés. Los potenciales impactos acuáticos incluyen:
- Derrames y descargas de petróleo
- Liberación de contaminantes según la resuspensión del sedimento, el aflujo superficial, y las descargas de fuentes puntuales
- Destrucción del hábitat
- Cambios en la composición química y circulación del agua
- Preocupaciones ocupacionales y de salud pública
- Seguridad en el transporte

Los impactos terrestres pueden incluir:
- Contaminación debido a la eliminación de materiales dragados
- Erosión y sedimentación debido a cambios hidrológicos ocasionados por la profundización y ampliación del canal y desarrollo de la zona playera (construcción de rompeolas, etc)
- Pérdida de hábitats frágiles (por ejemplo tierras húmedas, manglares) debido al desarrollo de la playa y con relación al puerto
- Pérdida de usos existentes y futuros de la tierra

Los impactos aéreos pueden incluir la degradación y tránsito de vehículos, y la generación de polvo fugitivo.

## Problemas con los recursos naturales

### Agua
Las actividades de dragado y eliminación de los materiales dragados para el desarrollo y mantenimiento de los puertos, puede inducir impactos a corto y largo alcance sobre los sistemas acuáticos como sigue:
- Degradación de tales recursos marinos como playas, esteros, arrecifes de coral, y pesquerías
- Resuspensión y asentamiento del sedimento
- Separación de contaminantes tóxicos y reintroducción en la columna de agua
- Ingestión y acumulación de contaminantes en peces y mariscos
- Mayor turbiedad ocasionando una disminución a corto plazo del nivel del oxígeno disuelto
- Modificación de la batimetría, ocasionando cambios en la circulación posible intrusión del agua salada en las aguas subterráneas y superficiales en el interior
- Alteración en la diversidad de las especies y estructuras de las comunidades bénticas, y fluctuaciones en la composición química del agua
- Cambios en la estructura de la ribera
- Pérdida del hábitat y recursos pesqueros

Similares impactos pueden resultar además del mayor tránsito marítimo y desarrollo de instalaciones por la ribera.
La mayor navegabilidad y desarrollo de las instalaciones portuarias aumentará el tránsito marítimo y a la vez el riesgo de derrames y descargas de sentina aceitosa, lastre, materiales contra el atascamiento y aguas servidas. El aumento en el desarrollo de la zona playera contribuirá además al estrés en el sistema acuático receptor mediante las descargas puntuales de aguas servidas, aguas de procesamiento y enfriamiento, y liberaciones accidentales.

### Tierra
La región ribereña en el área del puerto y bahía, será alterada según las necesidades de las nuevas industrias. Estas pueden resultar en la reubicación de aldeas, mayor tránsito vehicular, polvo y emisiones en el aire procedentes del tránsito y acumulaciones de materia prima, y contaminación del aflujo superficial. Numerosas instalaciones en puertos y bahías se encuentran próximas a frágiles pantanos salados, manglares y esteros que pueden servir como pozos para la recolección de aguas de lluvia y sedimento contaminando del área ribereña.
La eliminación terrestre de los materiales de dragado en sistemas confinados y no confinados, puede además afectar al agua subterránea subyacente, contaminar el aflujo superficial, y alterar las fuerzas opciones para el uso de la tierra. Es muy probable que la creciente preocupación por la pérdida de tierras húmedas y sus efectos sobre la estructura hidrológica y biológica y el funcionamiento de los biomios, excluyan el uso de las tierras húmedas como sitios de reclamación para materiales dragados.

### Problemas socioculturales
Por la mayor parte, tienen acogida las instalaciones nuevas o ampliadas para puertos y bahías en las naciones en desarrollo, puesto que estos proyectos brindan nuevos empleos y traen un influjo de comercio a la región. Sin embargo, la mejora, ampliación e industrialización puede desequilibrar las tradiciones locales culturales, étnicas, históricas y religiosas. En algunos casos, la aceptación y éxito de los proyectos puede verse obstaculizada por una preocupación local en torno a la potencial destrucción de lugares históricos, parques, reservas y valiosos recursos recreativos y de pesca en la zona costanera. Es esencial lograr la participación comunitaria en la planificación de los proyectos.
Durante las fases de planificación e implementación, se debe realizar proyecciones de los posibles impactos de la mayor demanda sobre los recursos locales técnicos y de mano de obra, a fin de evitar un exceso de presión sobre los recursos limitados. Se debe limitar o evitar cuidadosamente los impactos sobre los escasos bienes locales. Por ejemplo, la destrucción de una valiosa pesquería local o playa recreativa para el desarrollo de instalaciones para puertos y bahías, podría resultar en impactos económicos y culturales indeseables.

## Problemas especiales

### Materiales y cargas peligrosas
El embarque y manejo de tales materiales peligrosos como pesticidas, explosivos o gases presurizados, en las instalaciones portuarias de naciones en desarrollo, podrían presentar un riesgo inaceptable para la salud humana y el medio ambiente. A fin de proteger a los trabajadores y comunidades circundantes, las autoridades deben asegurar que se aplique medidas efectivas para el control del transporte y manejo de materiales peligrosos en el puerto.

### Dragado de mantenimiento
El dragado de mantenimiento es realizado en canales de acercamiento y depresiones de las bahías para mantener su profundidad y amplitud y asegurar un acceso seguro para las naves grandes. Los materiales provenientes del dragado de mantenimiento generalmente presentan un mayor problema de eliminación que el sedimento más profundo sacado durante el dragado de construcción, puesto que el sedimento de la superficie se compone de materiales recientemente depositados que normalmente son contaminados. Este sedimento más reciente suele contener contaminantes naturales y antropogónicos que pueden originar de la precipitación atmosférica, erosión de la superficie de las tierras locales y orillas del canal, precipitación de la actividad biológica en la columna de agua, transporte de sedimento desde las aguas interiores, descargas de fuentes puntuales, y aflujo superficial del área circundante. A fin de atenuar la potencial liberación de contaminantes del área portuario, se debe tratar lo siguiente:
- correcto diseño de las instalaciones de manejo y tratamiento del agua de lluvia; precipitaciones de aguas servidas y de alcantarilla;
- uso de la tierra local (por ejemplo: proximidad de los campos agrícolas u operaciones de minería);
- procedimientos para el manejo de materiales peligrosos; y,
- tipos de industrias que se permite operar en el área portuario.

### Legislación ambiental
A nivel internacional, se está prestando mayor atención a la importancia de mantener y proteger la integridad estructural y funcional de los recursos de la zona costanera; por eso, todo desarrollo de puerto y bahía que podría afectar a estos recursos debe cumplir con las restricciones locales o regionales.
La eliminación de desechos en el océano abierto, incluyendo los materiales contaminados de dragado, ha recibido considerable atención en años recientes. Se debe seguir los reglamentos aplicables a nivel local e internacional, como la:
- Convención de Oslo de 1974
- Convención de París de 1978
- Convención de Londres sobre la Descarga de Desechos de 1972

Además, la Organización Marítima Internacional (OMI) es responsable de establecer lineamientos para puertos, a fin de evitar y controlar las liberaciones y descargas desde los barcos.

### Ubicación de los puertos y bahías
Muchos países en desarrollo se caracterizan por la densidad de su población humana, sistemas inadecuados de agua potable y eliminación de los desechos sanitarios, uso intensivo de la tierra, y nivel creciente de degradación ambiental. Puede no ser buena idea desarrollar un puerto o bahía con el propósito de incrementar el comercio marítimo e industrias correspondientes en un área que actualmente experimenta estrés ambiental, a menos que se planifique adecuadas medidas atenuantes a fin de asegurar el correcto manejo de los desechos provenientes de las actividades relacionadas con el desarrollo. La decisión de mejorar o establecer instalaciones para puertos y bahías se basa normalmente en parámetros económicos, geográficos y políticos, antes que de naturaleza ambiental. Al elegir una ubicación, se debe considerar la capacidad de asimilación de los sistemas naturales prevalecientes, junto con su facilidad de acceso, necesidades de empleo y comercio local.

## Alternativas
A menudo existen varias alternativas de planificación, diseño e implementación para un proyecto de desarrollo de una instalación en un puerto o bahía. A medida que progresa un proyecto, el personal y consultores de la institución gestora del proyecto describirán las alternativas específicas consideradas durante la evaluación del proyecto. A continuación se trata varias alternativas y consideraciones que pueden proporcionar un marco para el examen de un proyecto específico por parte de los encargados de la evaluación y análisis ecológico. En el análisis de las alternativas es fundamental la participación de todas las comunidades involucradas.

### Selección del sitio
La selección de un sitio para el desarrollo de nuevas instalaciones para puertos o bahías, depende de muchos aspectos físicos de las cercanías locales, así como de consideraciones socioeconómicas. Normalmente, los buenos sitios satisfacen los siguientes criterios.
- Los aspectos físicos, incluyendo viento, marea, corrientes, clima y sedimentación, no requieren de mayor mantenimiento o excluyen el tránsito marítimo
- Las alteraciones en la circulación no ubican al puerto en un lugar donde ocurrirá un máximo de sedimentación, resultando en una mayor frecuencia en el dragado de mantenimiento
- El área de la tierra en la zona ribereña es adecuada para las necesidades de procesamiento y manejo de los desechos de cualquier industria en desarrollo
- No se viola tales consideraciones de programación como los períodos de reproducción y migración de la biota autóctona
- La necesidad de reubicación de la población es mínima
- El proyecto no compite con otros usos altamente valorados de la tierra como playas de pesca, turismo, campos agrícolas o aldeas, ni los desplaza
- Actividades del proyecto no afectan negativamente al valor de un recurso marino o costanero existente, como dunas o una marisquería
- Disponibilidad de materiales de construcción, mano de obra calificada, industrias de apoyo, suministros de energía eléctrica y agua dulce, instalaciones para la eliminación de desechos y transporte
- Construcción, operación y mantenimiento del puerto o bahía no perjudica a los hábitats frágiles (por ejemplo esteros, manglares) o especies raras, en riesgo, o en peligro de extinción
- Acceso al puerto por camino/ferrocarril puede establecerse fácilmente sin mayor alteración de las comunidades

### Eliminación del material dragado
La selección inicial para evaluar las opciones de eliminación constituye un análisis físico - químico, con el propósito de verificar el carácter geotécnico y la presencia de contaminantes en el sedimento. Según el carácter físico - químico del material dragado, su eliminación puede ser confinada, no confinada, o tratada antes de su liberación en el agua abierta, por la playa, o sobre la tierra. La eliminación debe efectuarse de acuerdo con los reglamentos aplicables. Además, es posible que se requiera de un seguimiento a largo plazo del proceso del dragado y eliminación....

### Proceso de dragado
Las principales categorías de dragado incluyen tecnologías mecánicas, hidráulicas y nuevos métodos innovadores. Al elegir la tecnología o combinación de tecnologías más apropiada para el dragado, el ingeniero del proyecto debe considerar los siguientes factores específicos para cada sitio:
- Restricciones ambientales asociadas con el carácter físico - químico del sedimento
- Costo y disponibilidad del equipo; ubicación y limitaciones del sitio de eliminación
- Cercanía a sistemas frágiles como manglares, esteros, aguas subterráneas regionales y masas de agua dulce
- Condiciones físicas que afectan a los sitios de dragado, transporte y eliminación
- Interferencia con otros usuarios en los mismos